# Saint-André-de-Sangonis
 Saint-André-de-Sangonis  es una población y comuna francesa, situada en la región de Occitania, departamento de Hérault, en el distrito de Lodève y cantón de Gignac.

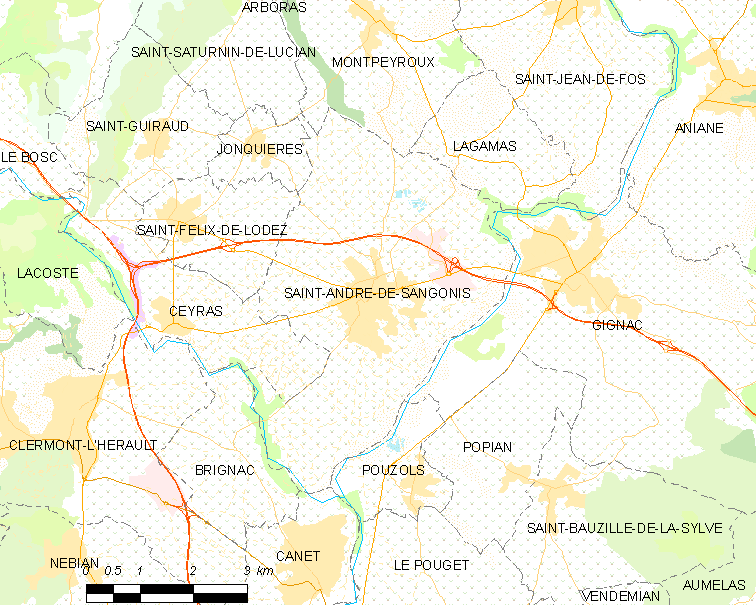
Mapa

## Demografía
| 2295 | 2594 | 2574 | 2675 | 3472 | 3782 | 5648 |
| Para los censos de 1962 a 1999 la población legal corresponde a la población sin duplicidades (Fuente: INSEE [Consultar]) |      |      |      |      |      |      |